# William Wilson (racconto)
William Wilson è un racconto di Edgar Allan Poe. Fu pubblicato la prima volta a Filadelfia sul Graham's Magazine nel 1839, ed in seguito, raccolto nel volume Tales of the Grotesque and the Arabesque, pubblicato sempre a Filadelfia nel 1840.

## Trama
La storia viene narrata in prima persona da William Wilson, un giovane in procinto di morire, che vuole spiegare al lettore i motivi della sua rovina. Il racconto prosegue con i ricordi d'infanzia di William, che si concentrano principalmente nel collegio di Bransby, in Inghilterra. Qui Wilson trascorre la vita serenamente e, grazie al suo carisma, riesce a guadagnarsi l'ammirazione dei compagni. L'unico che non sembra sottomettersi al suo fascino è un giovane ragazzo, suo omonimo, William Wilson, che cerca in ogni modo di contraddire le affermazioni e ostacolare le azioni del giovane protagonista, provocandogli non poco imbarazzo. 
Nonostante William provi a far cadere in fallo il suo avversario, esso sembra imperturbabile, e continua a intromettersi con fare bonario in ogni sua azione. Wilson inizia a notare che il suo omonimo cerca di imitarlo, sia nei gesti sia nelle parole, riuscendovi perfettamente. Questo fatto viene accentuato dall'estrema somiglianza tra i due giovani, sia nella corporatura sia nell'età. L'unica cosa che li distingue è il tono di voce basso e soffiato, appartenente all'omonimo. Col tempo William diventa insofferente al suo amico-nemico, e una notte decide di giocargli un tiro mancino, strisciando silenziosamente nella sua camera da letto. Quando si trova vicino al volto del rivale però, Wilson si accorge della effettiva somiglianza, e preso dal panico, fugge per sempre da Bransby. Da quel momento il narratore intraprende una vita dissoluta, finanziata dai suoi genitori, e decide di iscriversi al collegio di Eton, dimenticandosi dei fatti di Bransby. Ma dopo qualche tempo, durante una notte di bagordi nella sua camera, giunge alla porta un uomo misterioso, che il protagonista riconosce come il suo sosia. Attribuendo il fatto alla casualità, Wilson decide di dimenticare l'incontro, preso dal suo nuovo progetto di vita a Oxford. Nel famoso college, il giovane Wilson si specializza nel gioco d'azzardo. Durante una partita, proprio mentre si accinge a spennare Glendenning, un ricco giovanotto, irrompe nella stanza il suo alter ego, svelando a tutti i presenti i trucchi usati per nascondere le carte utili alla vincita. Wilson viene cacciato, e parte per il continente, con l'intento di sfuggire al suo nemico. La partenza si rivela vana, perché in ogni città visitata, il suo sosia lo tallona, intromettendosi nei momenti più importanti, solo per il gusto di rovinargli la vita. Durante una festa in maschera al carnevale di Roma a casa del napoletano Duca Di Broglio, esasperato dalla vista del suo omonimo, William decide di affrontarlo una volta per tutte e, afferratolo per il bavero, lo trascina in una stanza sfidandolo a duello. Il narratore ha la meglio sul suo avversario, e riesce a infliggergli un colpo mortale. Con stupore però si accorge di trovarsi di fronte a uno specchio. Il riflesso recita la frase finale non più bisbigliando: